# Cochiti Pueblo

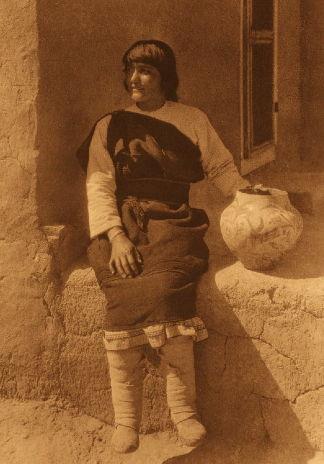
Kvinna från Cochiti i traditionell dräkt, ca 1920.

Cochiti Pueblo (Keresan: K'otyiti) är en ort och en keresansk pueblo, belägen i New Mexico ca 40 km sydväst om Santa Fe, på Rio Grandes västra sida, vilken har varit bebodd sedan förhistorisk tid. Invånarna talar en dialekt av östlig keresan, vilket är en varietet av keresan, som är ett språkligt isolat.
Vid folkräkningen 2000 rapporterade 1 049 personer att de räknade de sig som helt eller delvis tillhörande eller härstammande från Cochiti.